# Marathon van Fukuoka 1992
De marathon van Fukuoka 1992 werd gelopen op zondag 6 december 1992. Het was de 46e editie van de marathon van Fukuoka. Aan deze wedstrijd mochten alleen mannelijke elitelopers deelnemen. De Ethiopiër Tena Negere kwam als eerste over de streep in 2:09.04.

## Uitslagen
| rang   | naam                | land | tijd    |
| ------ | ------------------- | ---- | ------- |
| Goud   | Tena Negere         | ETH  | 2:09.04 |
| Zilver | Lawrence Peu        | RSA  | 2:10.29 |
| Brons  | Diego García        | ESP  | 2:10.30 |
| 4      | Dionicio Cerón      | MEX  | 2:10.42 |
| 5      | Jan Huruk           | POL  | 2:11.25 |
| 6      | Yakov Tolstikov     | RUS  | 2:12.06 |
| 7      | Hitoshi Saotome     | JPN  | 2:12.09 |
| 8      | Wieslaw Perszke     | POL  | 2:12.18 |
| 9      | Katsumitsu Kitajima | JPN  | 2:12.23 |
| 10     | Michael O'Reilly    | ENG  | 2:12.28 |
| 11     | Koichi Takahashi    | JPN  | 2:12.52 |
| 12     | Isidro Rico         | MEX  | 2:13.59 |

1947 ·
1948 ·
1949 ·
1950 ·
1951 ·
1952 ·
1953 ·
1954 ·
1955 ·
1956 ·
1957 ·
1958 ·
1959 ·
1960 ·
1961 ·
1962 ·
1963 ·
1964 ·
1965 ·
1966 ·
1967 ·
1968 ·
1969 ·
1970 ·
1971 ·
1972 ·
1973 ·
1974 ·
1975 ·
1976 ·
1977 ·
1978 ·
1979 ·
1980 ·
1981 ·
1982 ·
1983 ·
1984 ·
1985 ·
1986 ·
1987 ·
1988 ·
1989 ·
1990 ·
1991 ·
1992 ·
1993 ·
1994 ·
1995 ·
1996 ·
1997 ·
1998 ·
1999 ·
2000 ·
2001 ·
2002 ·
2003 ·
2004 ·
2005 ·
2006 ·
2007 ·
2008 ·
2009 ·
2010 ·
2011 ·
2012 ·
2013 ·
2014 ·
2015 ·
2016 ·
2017